# Таскер (футбольний клуб)
Футбольний клуб «Таскер» або просто «Таскер» (англ. Tusker Football Club) — професіональний кенійський футбольний клуб з міста Найробі. Третій найтитулованіший клуб країни (11-разовий чемпіон країни та 4-разовий володар національного кубку). Чотириразовий володар клубного кубку КЕСАФА.
Домашні матчі проводить на «Кінору» в Меру та на Міжнародному стадіоні Мої.

## Історія
Заснований 1969 року компанією East African Breweries, названий на честь одного з популярних сортів пива виробництва цієї ж компанії — англ. Tusker. До 1999 року виступав під назвою «Кенія Брюверіз» (англ. Kenya Breweries), після чого отримав свою сучасну назву.
Головний тренер команди — Джордан Тускер, помічник головного тренера — Райлі Тускер.
У січні 2009 року головний спонсор клубу Пітер Серрі трагічно загинув під час пожежі в супермаркеті Nakumatt у Найробі.
«Тускер» взяв участь у першому неофіційному матчі збірної Південного Судану, в якому кенійський клуб здобув перемогу (3:1).
6 листопада 2016 року «Тускер» переміг (1:0) «АФК Леопардс», завдяки голу на 69-й хвилині Шафіка Батамбузе, завдяки чому виграв Прем'єр-лігу Кенії 2016. Це чемпіонство стало 11-м в історії клубу.

## Досягнення
- Прем'єр-ліга Кенії
  -  Чемпіон (13): 1972, 1977, 1978, 1994, 1996, 1999, 2000, 2007, 2011, 2012, 2016, 2021, 2022
  -  Срібний призер (4): 1995, 2003, 2005, 2006
  -  Бронзовий призер (4): 1985, 2010, 2014, 2018

- Кубок президента Кенії
  -  Володар (4): 1975, 1989, 1993, 2016
  -  Фіналіст (2): 1988, 2005

- Суперкубок Кенії
  -  Володар (2): 2012, 2013 (по завершенні сезону)

- Кубок ПЛК Топ-8
  -  Володар (2): 2013, 2014

## Статистика виступів у континентальних турнірах
| Сезон | Турнір                       | Раунд      | Клуб                     | Вдома  | На виїзді | Загалом       |
| ----- | ---------------------------- | ---------- | ------------------------ | ------ | --------- | ------------- |
| 1973  | Кубок африканських чемпіонів | 1          | «Теле»                   | 1-1    | 1-1       | 2-2 (5-4 пен) |
| 1973  | Кубок африканських чемпіонів | 2          | «Сімба»                  | 3-1    | 1-2       | 4-3           |
| 1973  | Кубок африканських чемпіонів | 1/4 фіналу | «Ісмайлі»                | 0-0    | 1-2       | 1-21          |
| 1973  | Кубок африканських чемпіонів | 1/2 фіналу | «Асанте Котоко»          | 0-2    | 1-2       | 1-4           |
| 1976  | Кубок володарів кубків КАФ   | 1          | «Шутінг Старз»           | 0-2    | 0-3       | 0-5           |
| 1979  | Кубок африканських чемпіонів | 1          | «Аль-Меррейх» (Омдурман) | т. п.2 | т. п.2    | т. п.2        |
| 1986  | Кубок африканських чемпіонів | 1          | «Брювері Джимма»         | 0-0    | 1-2       | 1-2           |
| 1990  | Кубок володарів кубків КАФ   | 1          | «Наківубо Вілла»         | 0-0    | 2-1       | 2-1           |
| 1990  | Кубок володарів кубків КАФ   | 2          | БТМ (Антананаріву)       | 1-1    | 0-0       | 1-1 (в. г.)   |
| 1993  | Кубок володарів кубків КАФ   | 1          | «Венкі»                  | 1-1    | 2-0       | 3-1           |
| 1993  | Кубок володарів кубків КАФ   | 2          | «Аль-Меррейх» (Омдурман) | 1-1    | 0-1       | 1-2           |
| 1994  | Кубок володарів кубків КАФ   | 1          | Ферроваріу ді Бейра      | 2-0    | 3-1       | 5-1           |
| 1994  | Кубок володарів кубків КАФ   | 2          | «Район Спорт»            | т.п.3  | т.п.3     | т.п.3         |
| 1994  | Кубок володарів кубків КАФ   | 1/4 фіналу | «Стад Тампоннойс»        | 1-0    | 1-1       | 2-1           |
| 1994  | Кубок володарів кубків КАФ   | 1/2 фіналу | «Мбілінга»               | 3-0    | 1-1       |               |
| 1994  | Кубок володарів кубків КАФ   | Фінал      | «Мотема Пембе»           | 0-3    | 2-2       | 2-5           |
| 1996  | Кубок КАФ                    | 1          | «Умеме»                  | 2-0    | 0-1       | 2-1           |
| 1996  | Кубок КАФ                    | 2          | «Хай ель-араб»           | 0-0    | 1-0       | 1-0           |
| 1996  | Кубок КАФ                    | 1/4 фіналу | «Портс Ауториті»         | 1-0    | 0-1       | 1-1 (4-2 пен) |
| 1996  | Кубок КАФ                    | 1/2 фіналу | «Кавкаб» (Марракеш)      | 1-0    | 1-4       | 2-4           |
| 1997  | Ліга чемпіонів КАФ           | 1          | Аль-Хіляль Омдурман)     | 0-0    | 0-0       | 0-0 (2-4 пен) |
| 2000  | Ліга чемпіонів КАФ           | Попередній | «Ред Сі»                 | 1-1    | 1-1       | 2-2 (5-3 пен) |
| 2000  | Ліга чемпіонів КАФ           | 1          | «Аль-Аглі»               | 1-0    | 1-3       | 2-3           |
| 2001  | Ліга чемпіонів КАФ           | 1          | «Сент-Джордж»            | 0-0    | 1-1       | 1-1 (в. г.)   |
| 2001  | Ліга чемпіонів КАФ           | 2          | «Есперанс»               | 2-1    | 0-1       | 2-2 (в. г.)   |
| 2005  | Ліга чемпіонів КАФ           | Попередній | КМКМ                     | 4-1    | 3-0       | 7-1           |
| 2005  | Ліга чемпіонів КАФ           | 1          | «Замалек»                | 1-0    | 1-3       | 2-3           |
| 2006  | Ліга чемпіонів КАФ           | Попередній | «Ред Сі»                 | 3-1    | 1-0       | 4-1           |
| 2006  | Ліга чемпіонів КАФ           | 1          | «Аль-Аглі»               | 0-2    | 0-3       | 0-5           |
| 2008  | Ліга чемпіонів КАФ           | Попередній | «Аль-Тахрір»             | dq4    | dq4       | dq4           |
| 2012  | Ліга чемпіонів КАФ           | Попередній | АПР                      | 0-0    | 0-1       | 0-1           |
| 2017  | Ліга чемпіонів КАФ           | Попередній | Порт-Луї 2000            | 1-1    | 1-2       | 2-3           |

1- «Ісмайлі» знявся з турніру.

2- Обидві команди зялися зі змагань.

3- «Район Спорт» знявся з турніру.

4- «Тускер» дискваліфікований з турніру оштрафований на 5000 доларів після того, як кенійські міграційні чиновники відмовилися дозволити в'їхати в країну арбітру на перший матч.

## Відомі гравці
- Макдональд Маріга
- Майк Орігі